# Poule-les-Écharmeaux
Poule-les-Écharmeaux é uma comuna francesa na região administrativa de Auvérnia-Ródano-Alpes, no departamento de Ródano. Estende-se por uma área de 31,23 km². Em 2010 a comuna tinha 1 103 habitantes (densidade: 35,3 hab./km²).